# Acalyptini
Acalyptini Thomson, 1859 è una tribù di coleotteri curculionidi della sottofamiglia Curculioninae.

## Tassonomia
La tribù comprende i seguenti generi raggruppati in cinque sottotribù:
- sottotribù Acalyptina Thomson, 1859
  - Acalyptus Schönherr, 1833
  - Amorphoidea Motschulsky, 1858
  - Azotoctla Cardona-Duque & Franz, 2012[3]
  - Niseida Pascoe, 1885
  - Parimera Faust, 1896
  - Sphincticraeropsis Voss, 1944
- sottotribù Derelomina Lacordaire, 1865
- sottotribù Notolomina Franz, 2006
- sottotribù Phyllotrogina Franz, 2006
- sottotribù Staminodeina Franz, 2006